# Nodutus rowelli
Nodutus rowelli är en insektsart som beskrevs av Bentos-pereira 1998. Nodutus rowelli ingår i släktet Nodutus och familjen Proscopiidae. Inga underarter finns listade i Catalogue of Life.